# Ibadan

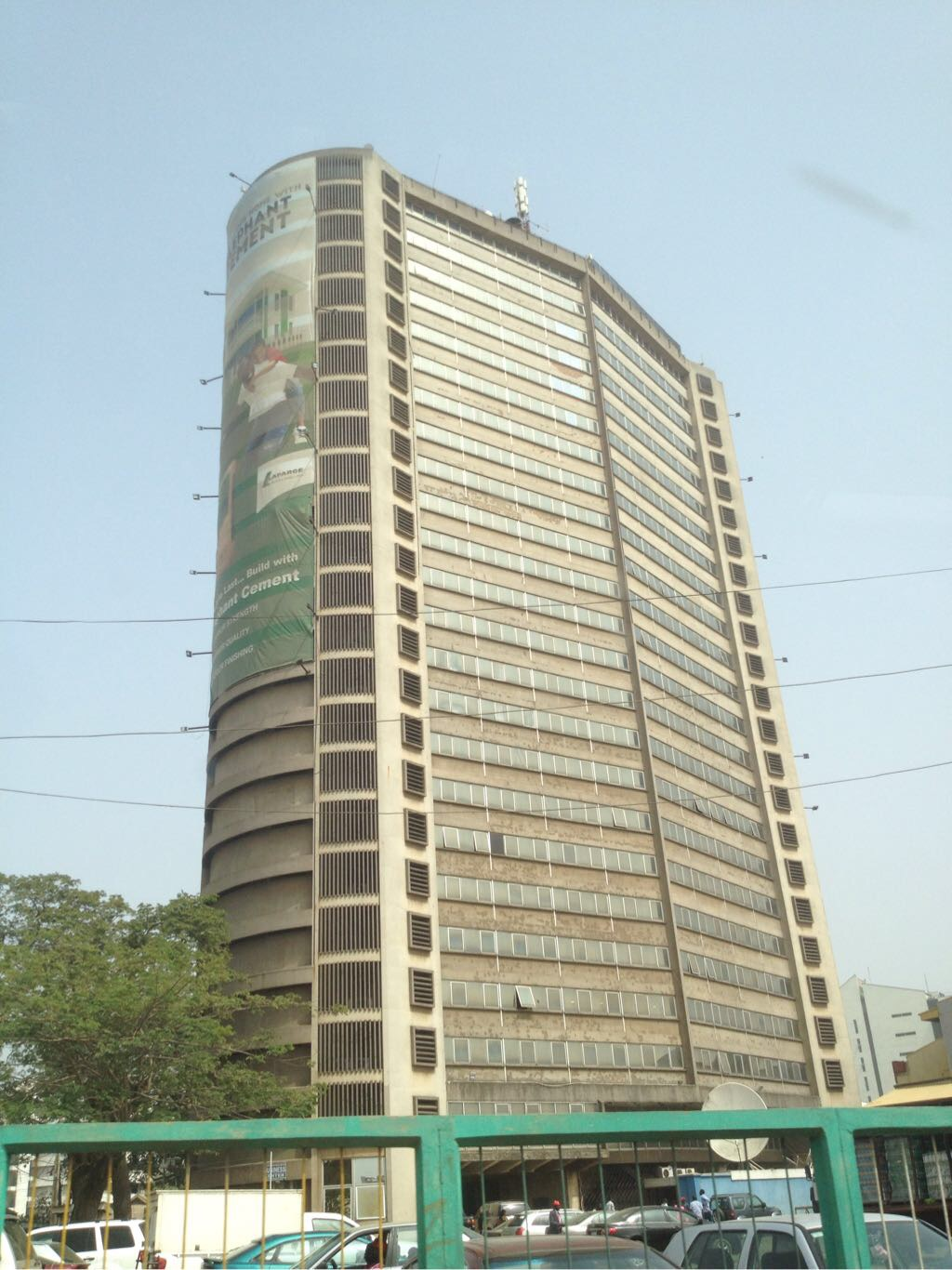
Cocoa House

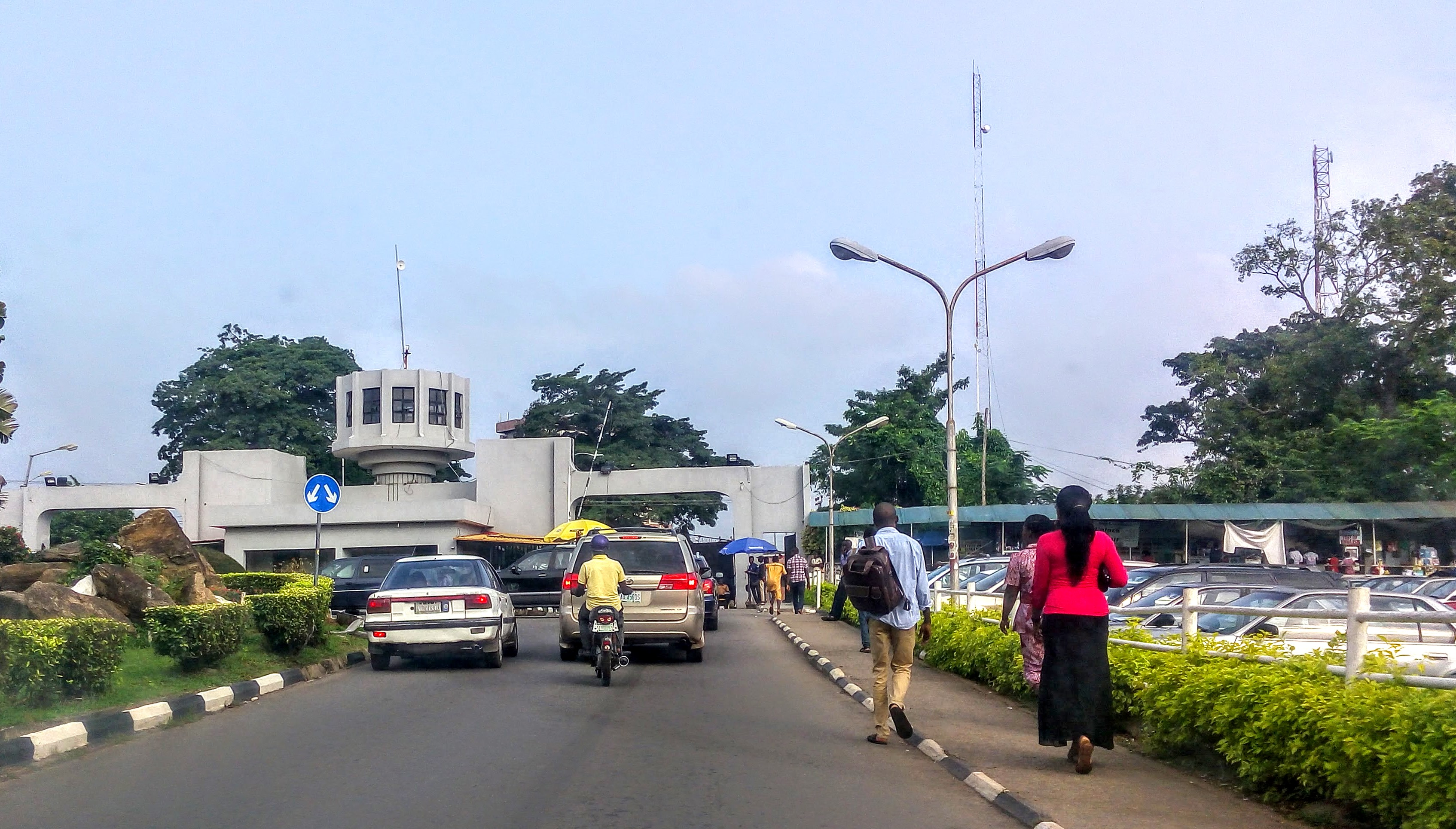
Zufahrt zur Universität von Ibadan

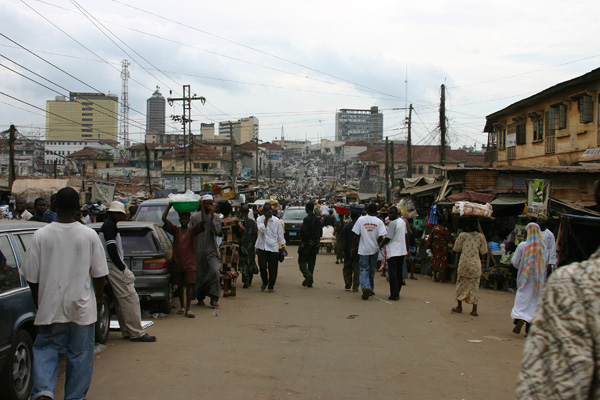
Straßenszene in Ibadan

Ibadan (Aussprache: /ɪˈbædən/ bzw. Ibadong) ist eine Stadt in Nigeria. Sie ist die Hauptstadt des Bundesstaates Oyo und mit ihren 3.306.000 Einwohnern (Berechnungsstand 2017) neben Lagos, Benin City und Kano eine der größten Städte des Landes. Die Bevölkerungsmehrheit bilden die Yoruba.

## Geographie
Ibadan liegt im Südwesten des Landes, nördlich der Metropole Lagos und östlich der Grenze zu Benin. Ungefähr zehn Kilometer östlich befindet sich der Asejire-Stausee. Im Norden der Stadt liegt der kleinere Eleyele-Stausee, der vom Fluss Alaputa gespeist wird. Der Fluss Ona und sein Zufluss Ogunpa entspringen in der Nähe der Stadt und fließen nach Süden. Auf dem Gebiet von Ibadan befinden sich mehrere Hügel, im Stadtzentrum beispielsweise der Mapo.

## Bevölkerung
Bis Mitte der 1950er Jahre hinein, als es von Lagos überholt wurde, war Ibadan die größte Stadt des Landes. Dennoch hat sich die Bevölkerung der Stadt seit dem Jahre 1950 mehr als versechsfacht. Die Metropolregion Ibadan wächst weiterhin rasant. Bis 2050 wird mit 8,7 Millionen Einwohnern in der Agglomeration gerechnet.
Bevölkerungsentwicklung der Agglomeration laut UN
| Jahr | Einwohnerzahl |
| ---- | ------------- |
| 1950 | 450.000       |
| 1960 | 570.000       |
| 1970 | 809.000       |
| 1980 | 1.186.000     |
| 1990 | 1.739.000     |
| 2000 | 2.236.000     |
| 2010 | 2.816.000     |
| 2017 | 3.306.000     |

## Geschichte
Ibadan wurde wahrscheinlich 1829 als Feldlager gegründet. Zum Ende des 19. Jahrhunderts hatte die schnell wachsende Stadt etwa 150.000 Einwohner und war die größte Stadt in Subsahara-Afrika. 1893 kam Ibadan unter britische Herrschaft. Die Einführung der Kakaoproduktion durch die Briten brachte wachsenden Wohlstand. Von 1946 bis 1960 war Ibadan die Hauptstadt des britischen Protektorates Süd-Nigeria und nach der Unabhängigkeit zwei Jahre lang Hauptstadt der Western Region. Erst in den 1960er Jahren wurde Ibadans Einwohnerzahl von der Hauptstadt Lagos übertroffen.
Im Jahr 1959 entstand die erste nigerianische Fernsehstation in Ibadan. Die Stadt entwickelte sich auch zu einer Literaturmetropole. Sie ist ferner ein Zentrum des Jùjú-Musikstils, dessen Popularität in den 1940er Jahren begann und noch anhält.
In jüngster Vergangenheit kam es wiederholt zu ethnischen Zusammenstößen und es gibt Berichte über Menschenrechtsverletzungen. Die hygienischen Verhältnisse sind schlecht. Am 23. Dezember 2001 wurde Justizminister Bola Ige in seinem Haus in Ibadan erschossen; er hatte sich gegen die Einführung der Scharia in nigerianischen Bundesstaaten und für die Demokratisierung des Landes ausgesprochen.

## Sehenswürdigkeiten
Es gibt einen bekannten Markt und einen Zoo. Das Stadtbild wird hauptsächlich durch zwei Wahrzeichen geprägt: Durch das Cocoa House, das erste Hochhaus Afrikas und durch den Bower’s Tower, einen durch die Briten errichteten Aussichtsturm auf Oke Aàre (der Hügel des Aàre). Weitere Sehenswürdigkeiten sind die Universität von Ibadan und die Mapo Hall, das im Kolonialstil gebaute Rathaus.

## Wirtschaft
Ibadan zählt zu den Wirtschaftszentren des Landes. So gibt es u. a. Nahrungs-, Zigaretten- und Druckereigewerbe. Die Universität von Ibadan (gegründet 1948) ist die älteste des Landes. Daneben gibt es eine weitere Universität und das internationale Institut für Tropenlandwirtschaft.

## Verkehr
Seit 2021 gibt es eine Schnellzugverbindung mit Lagos (Normalspur), die Passagiere in weniger als drei Stunden in die Hafenstadt bringt. Die Abfahrzeiten sind täglich 08:00 und 16:00. Mit der Normalspurverbindung wurde auch ein neuer Bahnhof in Ibadan errichtet.

## Söhne und Töchter der Stadt
- Fatai Ayinla (1939–2016), Boxer
- Bola Odeleke (* 1950), Bischöfin der Power Pentecostal Church
- Mike Adenuga (* 1953), Unternehmer
- Toyin Falola (* 1953), Historiker
- Sade Adu (* 1959), nigerianisch-britische Soul- und R&B-Sängerin
- Yewande Olubummo (* 1960), Mathematikerin und Hochschullehrerin
- Hugo Weaving (* 1960), britisch-australischer Schauspieler
- Felix Femi Ajakaye (* 1962), römisch-katholischer Bischof von Ekiti
- Peter Kayode Odetoyinbo (* 1964), römisch-katholischer Bischof von Abeokuta
- Richard Bango (* 1968), Boxer
- Olajumoke Adenowo (* 1968), Architektin, Unternehmerin, Schriftstellerin, Philanthropin
- Toyin Adewale (* 1969), Dichterin
- John Salako (* 1969), englischer Fußballspieler
- Mutiu Adepoju (* 1970), Fußballspieler
- Lola Shoneyin (* 1974), Schriftstellerin
- Bode Abiodun (* 1980), Tischtennisspieler
- Seyi Olajengbesi (* 1980), Fußballspieler
- Wally Adeyemo (* 1981), US-amerikanischer Regierungsbeamter
- Yetide Badaki (* 1981), Schauspielerin
- Ikponwosa Ero (* 1981), Rechtsanwältin
- Olumide Oyedeji (* 1981), Basketballspieler
- Steven Odunewu (* 1984), Fußballspieler
- Oyin Oladejo (* um 1985), nigerianisch-kanadische Schauspielerin
- Izu Azuka (* 1989), Fußballspieler
- Jessica Balogun (* 1989), deutsche Boxerin
- Sarah Michael (* 1990), Fußballspielerin
- Junior Torunarigha (* 1990), Fußballspieler
- Larry Kayode (* 1993), Fußballspieler
- Peter Olayinka (* 1995), Fußballspieler
- Afeez Aremu (* 1999), Fußballspieler
- Akinkunmi Amoo (* 2002), Fußballspieler